# تپه شیبوساوا
تپهٔ شیبوساوا (به ژاپنی: 渋沢丘陵 shibusawa)  در استان کاناگاوا  قرار دارد. بهترین زمان برای پیمودن این مسیر  پاییز، زمستان و اوایل بهار می‌باشد.

## مسیر راهپیمایی
برای رسیدن به نقطهٔ آغازین مسیر راه‌پیمایی در ایستگاه قطار هادانو (秦野駅) می‌توان از خطوط قطار خط اوداکیو-اوداوارا استفاده کرد.   انتهای این مسیر به ایستگاه قطار شیبوساوا ختم می‌شود. طول این مسیر ۹ کیلومتر است. به‌طور تقریبی پیمودن این مسیر ۲ ساعت و ۱۵ دقیقه طول می‌کشد.

## نگارخانه

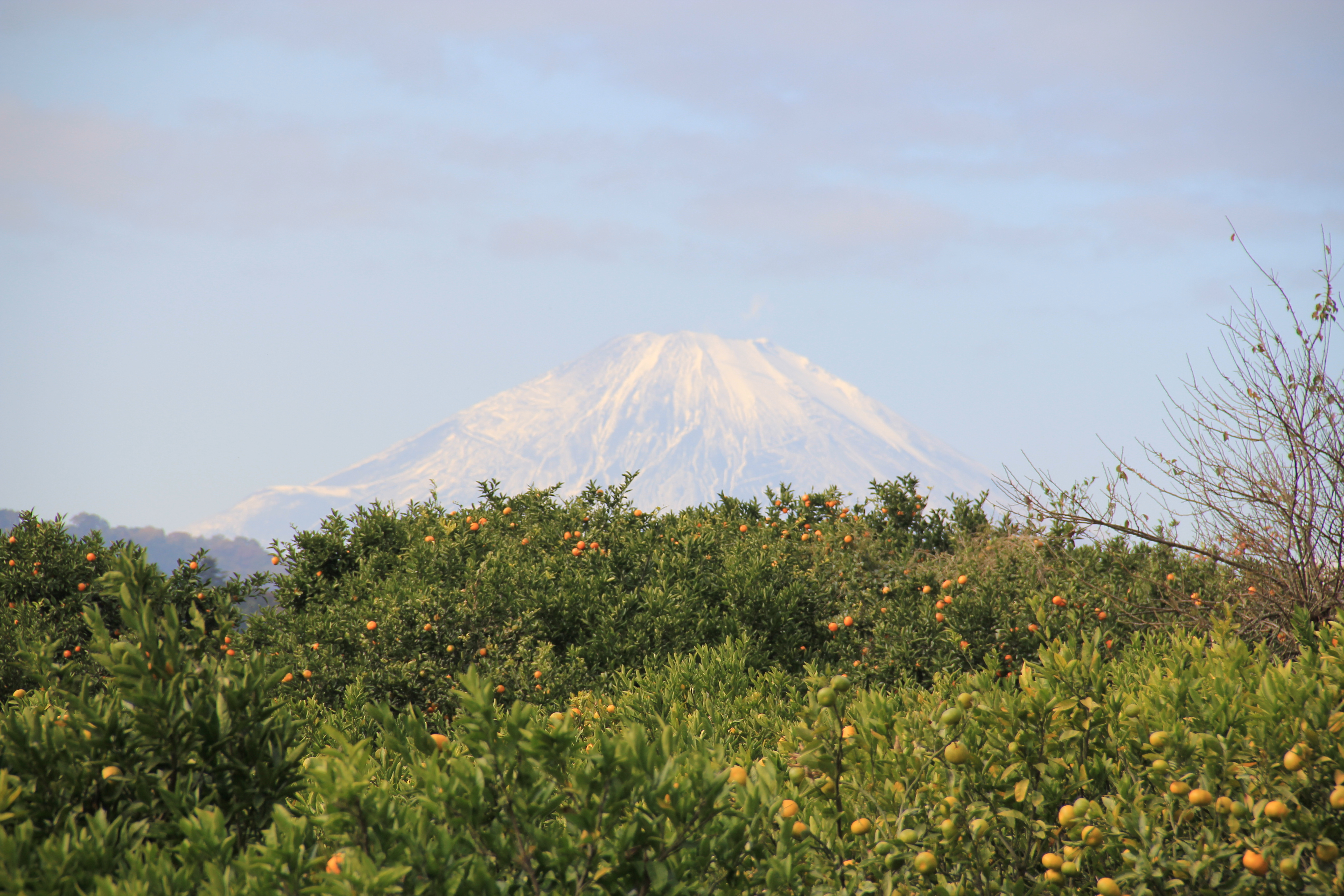
باغ‌های نارنگی و منظرهٔ کوه فوجی از تپه شیبوساوا
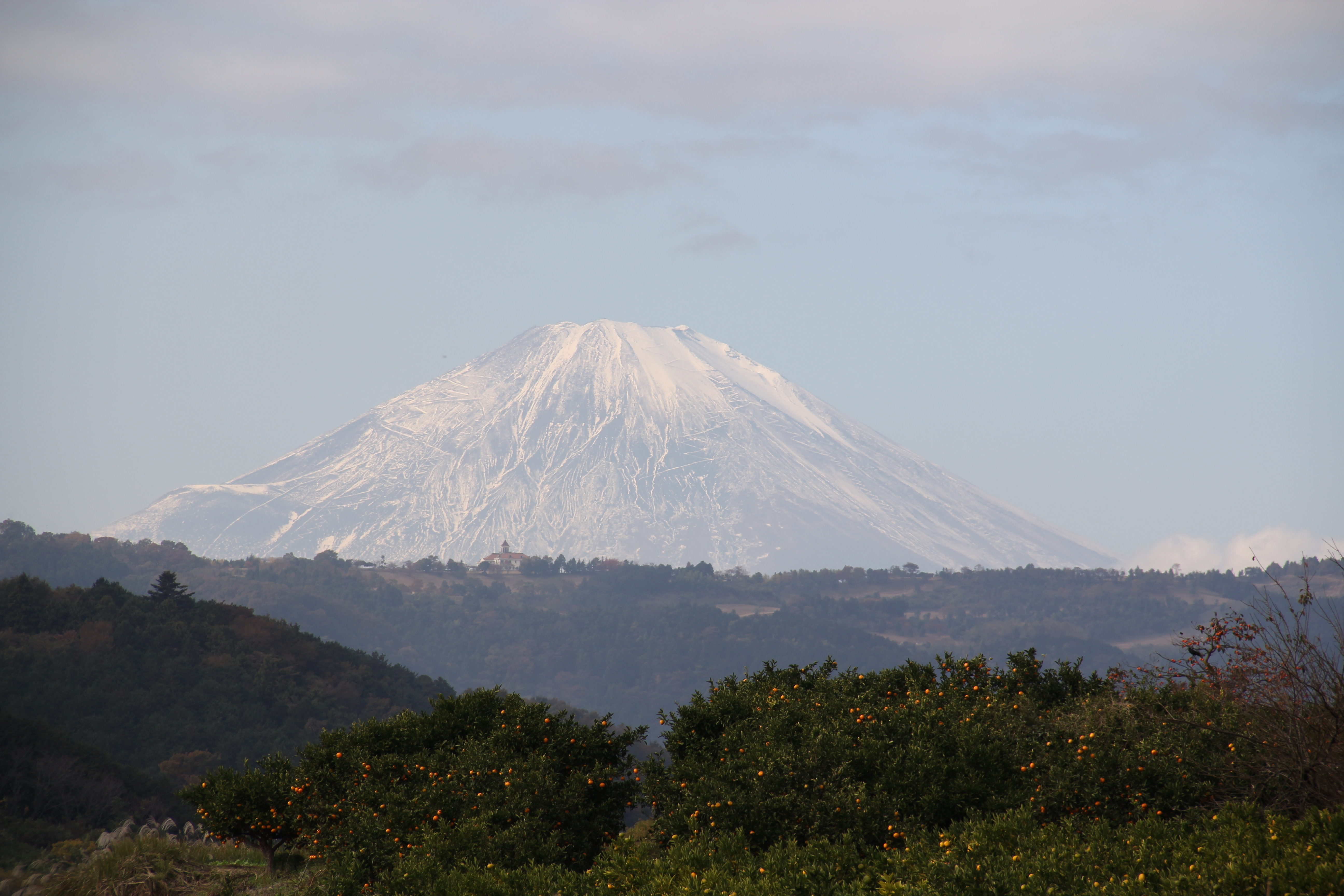
تپهٔ شیبوساوا و کوه فوجی
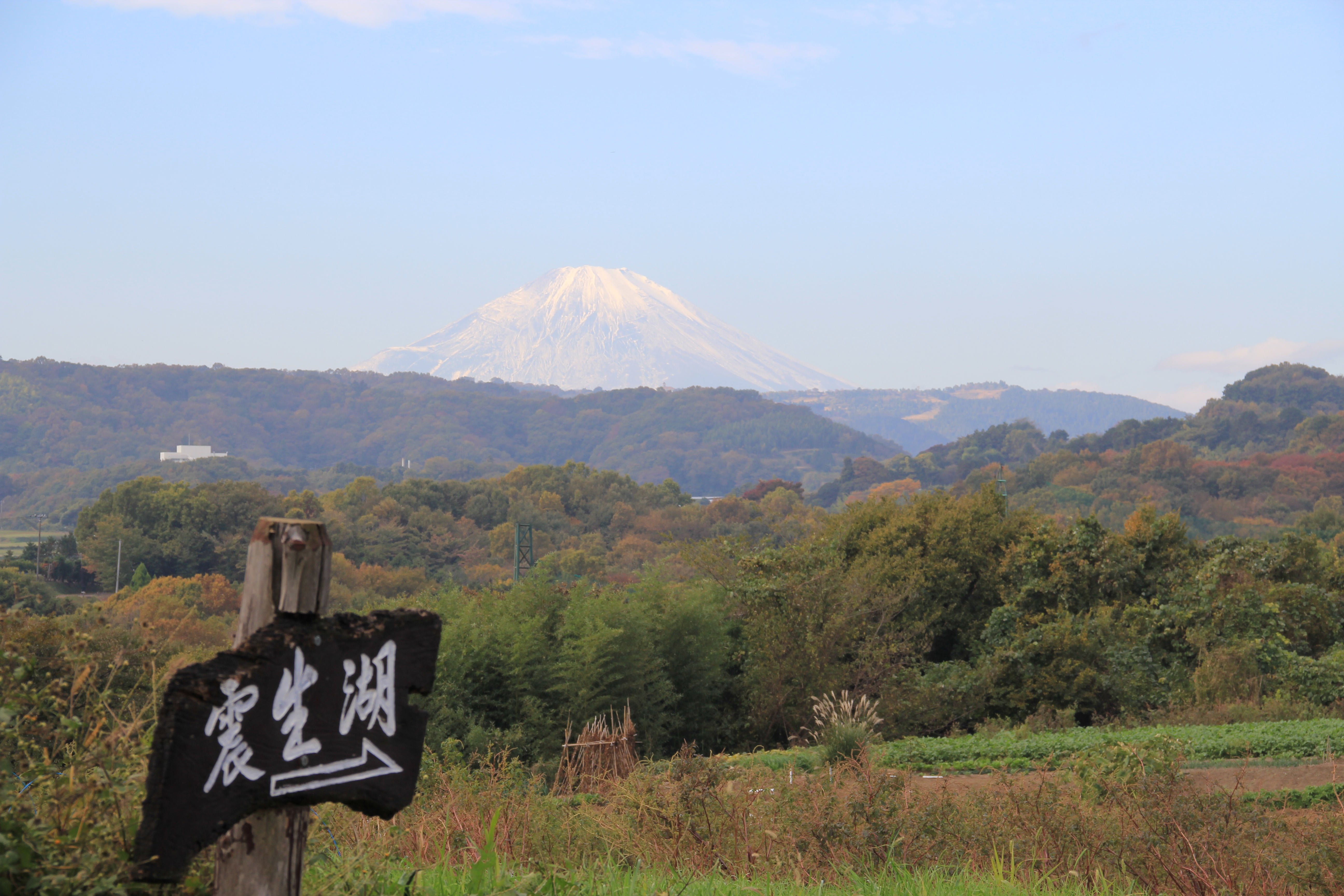
تابلوی راهنمای برکه یا دریاچهٔ شین‌سی